# 良辰好景知幾何
《良辰好景知几何》（英語：Love in Flames of War），2022年中国大陆年代剧。由钟澍佳执导，窦骁、陈都灵领衔主演，胡军、王劲松特别出演。该剧根據靈希原著小說《傾城之戀》改編。于2022年4月30日在浙江卫视中国蓝剧场和优酷首播。台灣由LINE TV、MyVideo跟播，LiTV 線上影視全套上架。

## 播出时间
| 頻道          | 所在地   | 播映日期                    | 播出時間     | 備註                                     |
| ------------- | -------- | --------------------------- | ------------ | ---------------------------------------- |
| 浙江卫视      | 中国大陆 | 2022年4月30日-2022年5月24日 | 每日19:30    | 每周日至周四播出两集，周五至周六播出一集 |
| 优酷          | 中国大陆 | 2022年4月30日起             | 每日22点更新 | 非会员开播次日起每晚22:00转免1集         |
| MyVideo       | 臺灣     | 2022年4月30日起             | 每日22點更新 |                                          |
| LiTV 線上影視 | 臺灣     | 2022年5月1日起              | 每日更新     |                                          |

## 演员列表

### 主要演員
| 演員   | 角色          | 介紹 |
| 窦骁   | 萧北辰        | 蕭家三少，蕭海山之子，戲班九老闆。他是個堅毅、深情與熱血的青年。對林杭景一見鍾情，本甜蜜步入婚姻殿堂，然而自己為家國大義走上戰場。他和林杭景歷經幾重誤會波折，因愛蛻變成長，在烽火年代踏浪而行。 |
| 陈都灵 | 林杭景 盛寒君 | 落魄千金，清秀溫婉。因父親被害入獄，投奔父親好友蕭海山，雖寄人籬下卻不卑不亢，用情至深。她的堅強獨立吸引霸道的蕭三少，她懷抱對蕭北辰的愛與信任等待蕭北辰歸來。抗戰爆發後，加入愛國組織，勸説蕭北辰聯合抗日。                                                                                               |
| 胡军   | 萧海山        | 蕭北辰之父，直北三地邊防司令。他看似雄霸一方，實則是處在危城之下。他是城內的支柱，蕭北辰引以為傲的資本所在，希望蕭北辰能夠成長得獨當一面，是一位父親的良苦用心，為鍛鍊兒子派其到軍校學習。他獨具慧眼，能審時度勢。                                                                                         |
| 王劲松 | 金城          | 直北地區督軍，是北洋政府總理的嫡系，一直把控著直北地區。勢騰風雨，心思深沉多疑。讓蕭海山和康敬雄兩個手下彼此牽制、互相消耗。蕭海山退隱之後，對接掌蕭家軍的蕭北辰極度不信任，後受康敬雄挑撥迫害。 |
| 袁昊   | 牧子正        | 熱血青年，溫柔細膩。他讓林杭景開始懂得家國大義，加入到愛國組織當中，為危難之際的國家貢獻自己的一份心意。一邊是青年團身份，臥底在金城身邊，套取重要信息，一邊是金城義子，掌握著金城的動向，甚至利用這個優點，攪合金城和蕭北辰。他因為出身不好，心術不正，在母親患病的時候成為日本人的鷹犬，屢次加害蕭北辰。 |
| 赵樱子 | 郑奉棋        | 富家千金，同時也是聲名顯赫的大明星。與蕭北辰有娃娃親，暗戀蕭北辰多年，覺得自己和他才是金童玉女，所以得知他和林杭景結婚以後也還是不甘心。單戀著蕭北辰，後不惜費盡心機。她貴為師長千金，卻只愛蕭北辰。為了成為蕭北辰的妻子，她不惜變身“黑蓮花”作出許多“瘋狂”的事情。                                         |
| 赖艺   | 莫伟毅        | 直北三地邊防軍步兵二師三團團長莫希白之子，蕭北辰的好友。他儒雅機敏，義薄雲天，是狐朋狗友中的一員，被稱為“莫狐狸”。他在蕭北辰入軍校的時候，與許子俊一起入了軍校一起歷練，一起出生入死，從玩伴到過命的兄弟。父親叛變後，在蕭北辰給予的無條件信任和許子俊的陪伴下，走出陰影。                                 |
| 董璇   | 顧睿珍        | 蕭海山的七姨太，蕭北辰的七姨娘，疼愛林杭景。她八面玲瓏，對蕭海山一眼鍾情，便是一世相隨。她性格爽朗，雖然明知他人酸自己也不以為然，有自己的心胸，上得了戰場，下得了廳堂。在府上經常幫著蕭北辰和林杭景説話，是兩人的神助攻。得知丈夫與孩子由美返回北平至北新途中遇難，為了不讓三哥有後顧之憂，毅然自盡。     |
| 何明翰 | 沈晏清        | 沈家二哥，自小和蕭家兄妹一同長大的大哥哥，長年在外國讀書。是蕭書儀的暗戀對象，後拒絕了蕭書儀。 |
| 刘萌萌 | 金柔柯        | 金督軍獨女，賢慧優雅、重情重義。愛著牧子正。 |
| 冉旭   | 許子俊        | 蕭北辰、莫偉毅的好兄弟，個性活潑陽光，是三人中的開心果，被二人稱為"許大愣子"。一直喜歡蕭書儀。 |

### 蕭家
| 演員   | 角色   | 介紹 |
| 董璇   | 顧睿珍 | 蕭海山的七姨太，蕭北辰的七姨娘，疼愛林杭景。她八面玲瓏，對蕭海山一眼鍾情，便是一世相隨。她性格爽朗，雖然明知他人酸自己也不以為然，有自己的心胸，上得了戰場，下得了廳堂。在府上經常幫著蕭北辰和林杭景説話，是兩人的神助攻。得知丈夫與孩子由美返回北平至北新途中遇難，為了不讓三哥有後顧之憂，毅然自盡。 |
| 張渟婷 | 萧書玉 | 蕭家二小姐，蕭海山之女。 |
| 關芯   | 萧書儀 | 蕭家四小姐，蕭海山之女，個性蠻橫驕縱。自林杭景入蕭府以來就不待見她。暗戀沈晏清多年。後得知被鄭奉琪利用，對林杭景感到慚愧。 |
| 王涵喆 | 蕭北意 | 蕭家五少，蕭海山與七夫人之子。與蕭北望為孿生兄弟。 |
| 吳灝軒 | 蕭北望 | 蕭家六少，蕭海山與七夫人之子。與蕭北意為孿生兄弟。 |
| 嘉澤   | 雲藝   | 為七夫人的隨身丫鬟，對七夫人耿直忠心。 |
| 姚筱筱 | 金香   | 為林杭景的隨身丫鬟。與林杭景親如姊妹，討厭蕭榮。在後來為杭景守護身分的秘密，一心一意跟隨大小姐。 |
| 竟研竣 | 蕭榮   | 為蕭北辰的隨身侍從。暗戳戳的在意金香，與金香不打不相識，後與金香成婚，生下孩子。 |

### 其他演員
| 演員   | 角色   | 介紹 |
| 姚安濂 | 赵班主 | 明玉玥班主，是蕭北辰母親的師兄。後因日軍破門而入拿槍逼著，帶領戲班的人點燃身上的炸藥與日軍同歸於盡。                                     |
| 徐思祁 | 蘭蘭   | 明玉玥花旦。後因日軍破門而入拿槍逼著，與戲班的人點燃身上的炸藥與日軍同歸於盡。                                                           |
| 周雨婷 | 瑩瑩   | 明玉玥花旦。後因日軍破門而入拿槍逼著，與戲班的人點燃身上的炸藥與日軍同歸於盡。                                                           |
| 卢勇   | 鄭師長 | 鄭奉棋之父，與蕭海山三十多年出生入死的好兄弟，非常疼愛獨生女鄭奉琪，但為人正直正義，不願看女兒一錯再錯，卻始終沒能換回女兒走回正途       |
| 那家威 | 杜衡   | 是蕭北辰在陸軍軍官學校五期三班的教官，使蕭北辰學會戰爭的意義。逐漸成為保家衛國，頂天立地的好男兒。                                       |
| 胡昌霖 | 羅斗   | 因個子小，被蕭北辰稱小豆子 |
| 從瑞麟 | 佐藤   | 大和商會會長 |
| 張弓   | 康敬雄 | 萧海山的死對頭，與萧海山勢均力敵。表面上吃齋念佛，實則陰險狡詐，是“笑面虎”型的人物。一心想爭奪北方霸主的地位，為達目的不惜與日本人為伍。 |
| 李華   | 貴叔   | 蕭府管家 |
| 王建新 | 程凌   | |
| 肖聰   | 丁若鏞 | 北新青年會高層 |

## 電視劇原声帶
| 曲序 | 曲目               | 演唱                     |
| ---- | ------------------ | ------------------------ |
| 1.   | 照耀星河（主题曲） | 周深                     |
| 2.   | 画心（片头曲）     | 一棵小葱，李宗南，潘艺翔 |
| 3.   | 別（插曲）         | 陆思恒                   |
| 4.   | 明月千里（插曲）   | 张赫宣                   |
| 5.   | 深渊（插曲）       | 金润吉                   |
| 6.   | 犹唱山河（插曲）   | 乔屿                     |

## 收视率
| 中国 浙江衛視 首播收视率 （CSM59 4+） |               |        |          |      |          |
| 集數                                  | 播出日期      | 收视率 | 收视份额 | 排名 | 備註     |
| 1                                     | 2022年4月30日 | 0.760  | 2.904    | 6    | 上星首播 |
| 2-3                                   | 2022年5月1日  | 0.650  | 2.647    | 5    |          |
| 4-5                                   | 2022年5月2日  | 0.515  | 2.128    | 8    |          |
| 6-7                                   | 2022年5月3日  | 0.586  | 2.404    | 6    |          |
| 8-9                                   | 2022年5月4日  | 0.478  | 1.959    | 9    |          |
| 10-11                                 | 2022年5月5日  | 0.790  | 3.246    | 4    |          |
| 12                                    | 2022年5月6日  | 0.748  | 2.991    | 5    |          |
| 13                                    | 2022年5月7日  | 0.808  | 3.073    | 4    |          |
| 14-15                                 | 2022年5月8日  | 0.727  | 2.806    | 5    |          |
| 16-17                                 | 2022年5月9日  | 0.704  | 2.800    | 4    |          |
| 18-19                                 | 2022年5月10日 | 0.796  | 3.152    | 3    |          |
| 20-21                                 | 2022年5月11日 | 0.737  | 2.905    | 4    |          |
| 22-23                                 | 2022年5月12日 | 0.731  | 2.904    | 4    |          |
| 24                                    | 2022年5月13日 | 1.146  | 4.612    | 3    |          |
| 25                                    | 2022年5月14日 | 1.239  | 4.975    | 2    |          |
| 26-27                                 | 2022年5月15日 | 0.963  | 3.829    | 3    |          |
| 28-29                                 | 2022年5月16日 | 0.809  | 3.344    | 4    |          |
| 30-31                                 | 2022年5月17日 | 0.861  | 3.643    | 4    |          |
| 32-33                                 | 2022年5月18日 | 0.789  | 3.339    | 3    |          |
| 34-35                                 | 2022年5月19日 | 0.847  | 3.602    | 4    |          |
| 36                                    | 2022年5月20日 | 1.001  | 4.397    | 3    |          |
| 37                                    | 2022年5月21日 | 1.037  | 4.506    | 2    |          |
| 38-39                                 | 2022年5月22日 | 0.758  | 3.141    | 5    |          |
| 40-41                                 | 2022年5月23日 | 0.729  | 3.090    | 6    |          |
| 42-43                                 | 2022年5月24日 | 0.885  | 3.694    | 5    | 上星收官 |

1. 数据由广视索福瑞提供，调查范围为四岁以上之观众。
2. 以上收视排名包括央视在内。
3. 数据来源：卫视这些事儿